# アガルタ
アガルタ (Agartha) は、19世紀末から20世紀にかけてのオカルト的伝説においてアジアのどこかにあるとされた地下都市である。スリランカの伝説とされることもある。

## 起源
音楽学者・秘教史家のジョスリン・ゴドウィンによれば、アガルタ伝説の淵源はインドのフランス植民地シャンデルナゴルの裁判官であったルイ・ジャコリオ（フランス語: Louis Jacolliot）の著書『神の子』（1873年）に記された太古の太陽の都市アスガルタであり、これが実際にインドの伝承に由来するものであるかは疑わしい。ゴドウィンは、アスガルタという名称はジャコリオと同時代のエルネスト・ルナンの言説において中央アジアに再建されると予言された北欧神話のアースガルズに類似していると指摘しており、両者の影響関係を示唆している。
アガルタ伝説の生成において重要な役割を果たしたのは、フランスの神秘思想家アレクサンドル・サン＝ティーヴ・ダルヴェードルの著書『インドの使命』である。同書において、アガルタは東洋のどこかで地下に隠れている国で、われわれよりも高度な技術文明をもち、理想的な共同統治が行われているとされた。

## 概説
アガルタは、地球（世界）の中心にある（またはそこから行き来できる）という、理想世界またはその都市の名称である。諸説あるが太陽に準じる光源と過酷な自然環境、それと共存する高度な科学文明と精神社会、超能力を含む超人的な特異能力を持つきわめて長寿な人類や動植物が描かれることがある。
天動説・地動説と並ぶ学説であった地球空洞説で強く支持され、また神智学や神秘主義の世界ではよく知られたテーマとなっている。実際に東西の多くの科学者や権力者、探検家がアガルタを捜し求めた。
大航海時代以降から20世紀末の科学の発展により（大衆オカルティズムの埒外では）根拠とされた地球空洞説とともに急速に支持を失った。対照的に永いあいだに語られた世界観は、古典的SF設定としての地位を獲得した。
ポーランドのフェルディナンド・アントニー・オッセンドフスキー（en:Ferdynand Antoni Ossendowski）が1920年に著した旅行記『獣・人・神々』は、アガルタについて論じている。「アガルタ」の神話はかつてインドでそう呼ばれたように「シャンバラ」 Shambhala とも呼ばれている。
アレクサンドル・サン＝ティーヴ・ダルヴェードルは、「かつてモーセとイエスとが布いた戒律をキリスト教が履行し尽くした暁には」（これはかれにとって「われわれの世界に存在するアナルシー（無政府状態）がシナルシー（共同統治）に置き換わる時」を意味する）秘められたアガルタの世界とそのすべての叡智と富は全人類にアクセス可能になるだろう、と主張した。サン＝ティーヴは著書『インドの使命』のなかで、アガルタがチベットのヒマラヤ山脈にある実在の場所であるかのように「生き生きと」描写している。サン＝ティーヴ版のアガルタ史は、「同調」を通じて彼自身が受け取った「啓示された」情報に基づいている。
ルネ・ゲノンの著書『世界の王』にもアガルタについての記述がある。
その他、多くの伝記に登場する。

## ザ・スモーキー・ゴッド
ウィリス・ジョージ・エマーソンの『煙の神、ザ・スモーキー・ゴッド』 (The Smoky God, 1908) は、地下の文明があるという発想の源泉となった文学作品のひとつである。本書はオラフ・ヤンセンという名のノルウェー人船員の手記という体裁を取っている。この本はヤンセンの帆船が北極にある地球中央への入り口を通って航行したと主張している。著者によれば、彼は地下コロニーのネットワークにいる住人と2年間を共に過ごした。エマーソンは彼らの身長が12フィートもあり、その世界は「煙がかった (smoky)」中心太陽に照らされていたと書いている。エマーソンは彼らの首都が本来のエデンの園であると主張した。エマーソンはアガルタという名を用いなかったが、 Agartha - Secrets of the Subterranean Cities のような後代の作品は、ヤンセンが出会ったと主張される文明とアガルタを同一視し、その住人をアガルタ人と呼んだ。